# Moteur G Renault
Le moteur G Renault est un moteur thermique automobile à combustion interne, diesel quatre temps, avec 4 cylindres en ligne alésés directement dans le bloc en fonte, refroidi par eau, doté d'un vilebrequin 5 paliers, avec arbre(s) à cames en tête entraîné(s) par une courroie de distribution crantée, avec une culasse en aluminium, soupapes en tête, développé et produit par Renault au milieu des années 1990, ayant fait son apparition sur la Laguna I. Ce moteur existe en versions 12 et 16 soupapes.

## Histoire
Les origines du « moteur G » remontent au milieu des années 1980 lorsque Renault lance le projet du remplacement du « moteur Douvrin » qui s'approche de ses limites technologiques. La gamme G prévoit initialement trois versions 4 cylindres : un 2 litres essence 16 soupapes (type G7R) et deux 2,2 litres diesel 12 soupapes à injection indirecte (types G8T et G8T turbo) atmosphérique et turbocompressé. Le bloc moteur et son outillage de production sont conçus pour permettre la fabrication de futurs 4 cylindres 2,2 litres 16 soupapes essence (G7T) et 5 cylindres 2,5 litres 20 soupapes essence (G7U) sur la même chaîne.
L'accord Renault-Volvo intervient en 1990 alors que les essais du G7R sont bien avancés et que Volvo est lui aussi proche du lancement du « moteur Modulaire » essence 4, 5 et 6 cylindres en ligne (ultérieurement dénommée « moteur N » chez Renault) dont la version 4 cylindres N7Q concurrence directement le G7R. Volvo n'a toutefois pas prévu de version diesel à une époque où celui-ci est peu répandu sur son cœur de marché. La logique financière et sociale (rationaliser la production sans perte d'emplois) conduit le nouveau groupe à couper la poire en deux : Renault conserve les versions diesel du G mais en abandonne les versions essence malgré des performances supérieures au banc (150 ch et 190 N m pour le G7R contre 140 ch et 182 N m pour le N7Q). À leur place, l'ex-Régie commercialisera les 4 et 5 cylindres essence Volvo (N7Q et N7U) sur les Laguna I et Safrane puis développera des versions supplémentaires du « moteur F » pour combler les lacunes en gamme .
Le « moteur G » apparaît finalement sur le marché en janvier 1994 en version 2,2 litres atmosphérique diesel (G8T) avec la première génération de Laguna. (Entretemps, Renault et Volvo ont rompu leur accord mais il est industriellement trop tard pour relancer le G essence). Le sens de rotation de ce moteur est horaire (côté distribution). La version turbocompressée souffre de nombreux problèmes de mise au point, en particulier au niveau de la distribution, et n'est commercialisée qu'en juillet 1996 sur la Laguna mais aussi sur la Safrane phase 2 en remplacement du vénérable « moteur Douvrin » type J8S 2,1 litres turbo apparu en 1982 sur la Renault 30. Ce 2.2 dT (turbo diesel) équipera également l'Espace III mais est en fait déjà dépassé à son lancement par la concurrence allemande (surtout Volkswagen) qui a lancé l'injection directe au début des années 90 avec l'audi 100 voir fiat en 1996 avec la mise au point de l'injection directe par rampe commune, bien plus économique et performante. Renault ne peut répliquer qu'avec une version intermédiaire à injection directe basse pression (1.9 dTi) sur l'Espace III pour l'année-modèle 1998 avant d'offrir enfin une version à rampe commune (2.2 dCi, type G9T) sur la Laguna II en 2001. Ce moteur équipera également les Avantime, Espace III, Espace IV, et Vel Satis.
La version 2.2 dT (G8Tt) est réputée pour sa fiabilité : elle et le « moteur Douvrin » 2.1D (J8S) sont souvent considérés comme les 2 moteurs diesel les plus fiables de chez Renault. En revanche, la version 2.2 dCi 150 (G9T) a souffert de gros soucis de fiabilité. Son remplaçant, le 2.2 dCi 140 FAP (G9T 645), obligatoirement associé à une boîte automatique, était, lui, fiabilisé.
En avril 2003, une version 2.5 dCi type G9U apparaît sur les Renault Master II phase 2, Nissan Interstar, Opel Movano, et Vauxhall Movano, ainsi que sur les Renault Trafic II, Nissan Primastar, Opel Vivaro et Vauxhall Vivaro.

## Les différentes cylindrées
Selon le manuel d’atelier Renault du moteur G (édition française) pour les versions diesel, et témoignage ex-personnel Renault pour les versions essence.
|                     | Diesel           | Diesel    | Essence ** | Essence ** | Essence ** |
| Types moteur        | G8T - G8Tt - G9T | G9U       | G7R*       | G7T**      | G7U**      |
| ------------------- | ---------------- | --------- | ---------- | ---------- | ---------- |
| Nombre de cylindres | 4                | 4         | 4          | 4          | 5          |
| Cylindrée           | 2 188 cm3        | 2 464 cm3 | 1 997 cm3  | 2 188 cm3  | 2 497 cm3  |
| Alésage (mm)        | 87               | 89        | 87         | 87         | 87         |
| Course (mm)         | 92               | 99        | 84         | 92         | 84         |